# 出納長
出納長（すいとうちょう）は、改正地方自治法の施行に伴い2007年3月31日限りで廃止された、都道府県の会計事務をつかさどる特別職の地方公務員である。市町村でこれに相当する職は収入役といった。

## 設置
改正前地方自治法の下では、都道府県には出納長が必ず置かれた。知事が議会の同意を得て選任し、その任期は4年である。
内部統制機能を意図した役職であるため、知事は任期中の出納長を解職することができず、知事もしくは副知事と親子・夫婦・兄弟姉妹の関係にある者は出納長となることができない。このため、同じ三役であっても、知事とその指揮下にある副知事とは性質を異にする役職になっていた。
基本的には都道府県の会計管理の最高責任者であるが、実際にはそれ以外の職務も事実上遂行していることが多く、行政上の財務会計の重要性に鑑み、その職務の簡素化等が望まれていた。
2006年5月31日、改正地方自治法が可決・成立し、その施行に伴い、2007年3月31日限りで廃止された。同年4月1日の改正法施行後は一般職の地方公務員である会計管理者が置かれ、従前よりも会計管理に特化した業務を遂行することとされる。なお、上述のような出納長の特殊な地位に鑑み、同改正法施行時に在職していた出納長は、その任期切れまで在職できる経過措置があった。
改正法の施行後、多くの都道府県で出納長は自主的に辞職したが、解職できないことを逆手に居座る者もいた。広く知られているケースとして神奈川県の事例が挙げられる。特別職報酬等審議会で辞職勧告が出るまでに問題化したが、出納長の陳岡啓子は任期満了まで、批判を受けつつも在職し続けた。
また出納長の選任が議会の同意事項であることを逆手に取り、多数野党が少数与党の首長に対して政治的な「取引材料」として扱われることも多々有った。

## 職務
出納長は、当該都道府県の次のような会計事務をつかさどった。
1. 現金（現金に代えて納付される証券及び基金に属する現金を含む）の出納及び保管を行うこと。
2. 小切手を振り出すこと。
3. 有価証券（公有財産又は基金に属するものを含む）の出納及び保管を行うこと。
4. 物品（基金に属する動産を含む）の出納及び保管（使用中の物品に係る保管を除く）を行うこと。
5. 現金及び財産の記録管理を行うこと。
6. 支出負担行為に関する確認を行うこと。
7. 決算を調製し、これを普通地方公共団体の長に提出すること。

この他に、都道府県を代表して対外的行事に出席するなど、会計事務の範囲を超えた職務にあたっていたケースも広く見受けられた。

## 下部組織
出納長の事務を補助させるため、出納員その他の会計職員が置かれた。知事は、出納長の権限に属する事務を処理させるため、規則によって必要な組織を設けることができた。